# تپه تونیکلیف
تپه تونیکلیف (انگلیسی: Tunnicliff Hill) کوهی است که در منطقه مرکزی نیویورک واقع شده‌است.